# Barada (Nebraska)
Barada es una villa ubicada en el condado de Richardson en el estado estadounidense de Nebraska. En el Censo de 2010 tenía una población de 24 habitantes y una densidad poblacional de 101,83 personas por km².

## Geografía
Barada se encuentra ubicada en las coordenadas 40°13′7″N 95°34′40″O / 40.21861, -95.57778. Según la Oficina del Censo de los Estados Unidos, Barada tiene una superficie total de 0.24 km², de la cual 0.24 km² corresponden a tierra firme.

## Demografía
Según el censo de 2010, había 24 personas residiendo en Barada, de los cuales el 100% eran caucásicos. La densidad de población era de 101,83 hab./km².